# 摂津富田駅

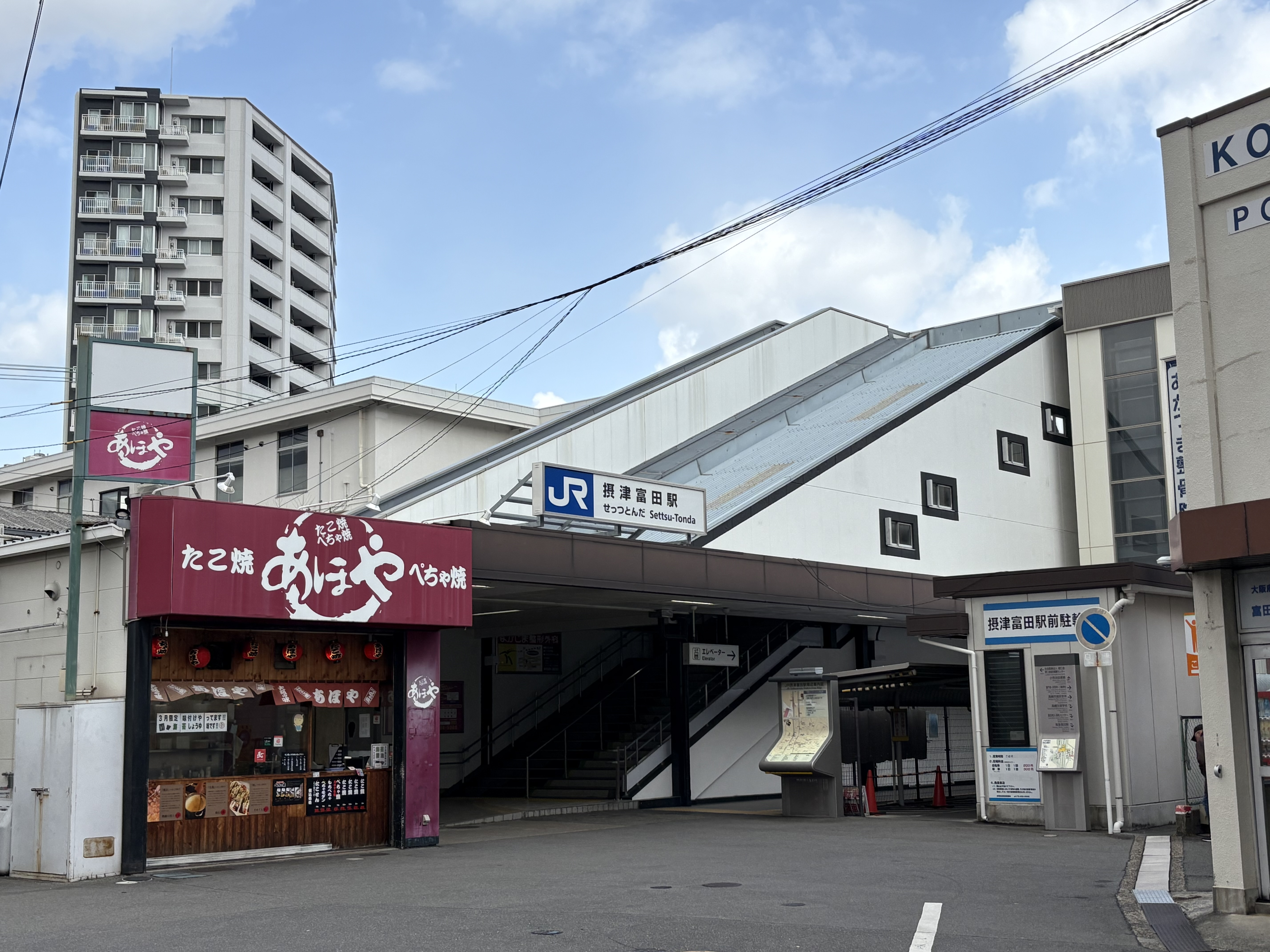
南口（2025年3月）

摂津富田駅（せっつとんだえき）は、大阪府高槻市富田町一丁目にある、西日本旅客鉄道（JR西日本）東海道本線の駅である。駅番号はJR-A39。「JR京都線」の愛称区間に含まれている。

## 概要
高槻市内では2つしかないJRの駅で、市西部の玄関口である。
京阪間では最もJRと阪急の駅（富田駅）が近接する駅の1つで、乗換の検索ソフトでは両駅が乗り換え駅として表示されるものもある。しかし、どちらも普通しか停車せず、隣の高槻駅・阪急高槻市駅は新快速・阪急特急停車駅なのでそちらが使われることも多い。
当駅とその付近の高架化（※当駅を含む3.2kmが検討範囲）が検討されている。

## 歴史
駅名は旧摂津国と当時の所在地名であった三島郡富田村に由来している。三重県に既に富田駅（とみだえき、JR東海・関西本線）が1894年7月5日に開業しており、旧国名の「摂津」をつけて区別したものである。なお1928年1月16日開業の阪急（旧新京阪鉄道）富田駅は摂津富田駅の3年半後の開業で、開業当時の駅名は富田町駅であった。富田町駅は富田町の高槻市編入により1957年7月1日に富田駅に改称されている。

### 年表
- 1924年（大正13年）7月25日：日本国有鉄道東海道本線の高槻駅 - 茨木駅間に新設開業[2]。旅客・貨物の取り扱いを開始[2]。
- 1970年（昭和45年）7月1日：現在の橋上駅舎が完成[5]。
- 1975年（昭和50年）8月1日：貨物の取り扱いが廃止[2]。松下電器産業高槻工場への専用線があり、貨物輸送を行っていた。
- 1985年（昭和60年）3月14日：荷物扱い廃止[2]。
- 1987年（昭和62年）4月1日：国鉄分割民営化により、西日本旅客鉄道（JR西日本）の駅となる[2]。
- 1988年（昭和63年）3月13日：路線愛称の制定により、「JR京都線」の愛称を使用開始。
- 1997年（平成9年）7月6日：自動改札機を設置し、供用開始[6]。
- 2002年（平成14年）7月29日：JR京都・神戸線運行管理システム導入[7]。
- 2003年（平成15年）11月1日：ICカード「ICOCA」の利用が可能となる。
- 2007年（平成19年）3月18日：駅自動放送を更新。
- 2008年（平成20年）：エレベーター・エスカレーターを設置。
- 2015年（平成27年）3月12日：入線警告音の見直しに伴い、接近メロディ導入[8]。
- 2018年（平成30年）3月17日：当駅の大阪側に隣接する新駅としてJR総持寺駅が開業[9]。合わせて駅ナンバリングが導入され、使用を開始。
- 2023年（令和5年）5月31日：みどりの窓口の営業を終了[3]。
- 2024年（令和6年）1月15日：2・3番のりばにてホーム安全スクリーンの使用を開始[10]。

## 駅構造
島式ホーム2面4線を有する地上駅になっている。駅舎は橋上駅である。分岐器や絶対信号機を持たないため、停留所に分類される。
一般の改札口は橋上中央部にある。また、ホーム東端の跨線橋には松下口という出場専用の改札があり、平日朝はパナソニックや明治の社員が、休日は真如苑（悠音精舎）行きの臨時バスに乗車する乗客が利用する。これ以外の時間帯は閉鎖されている。

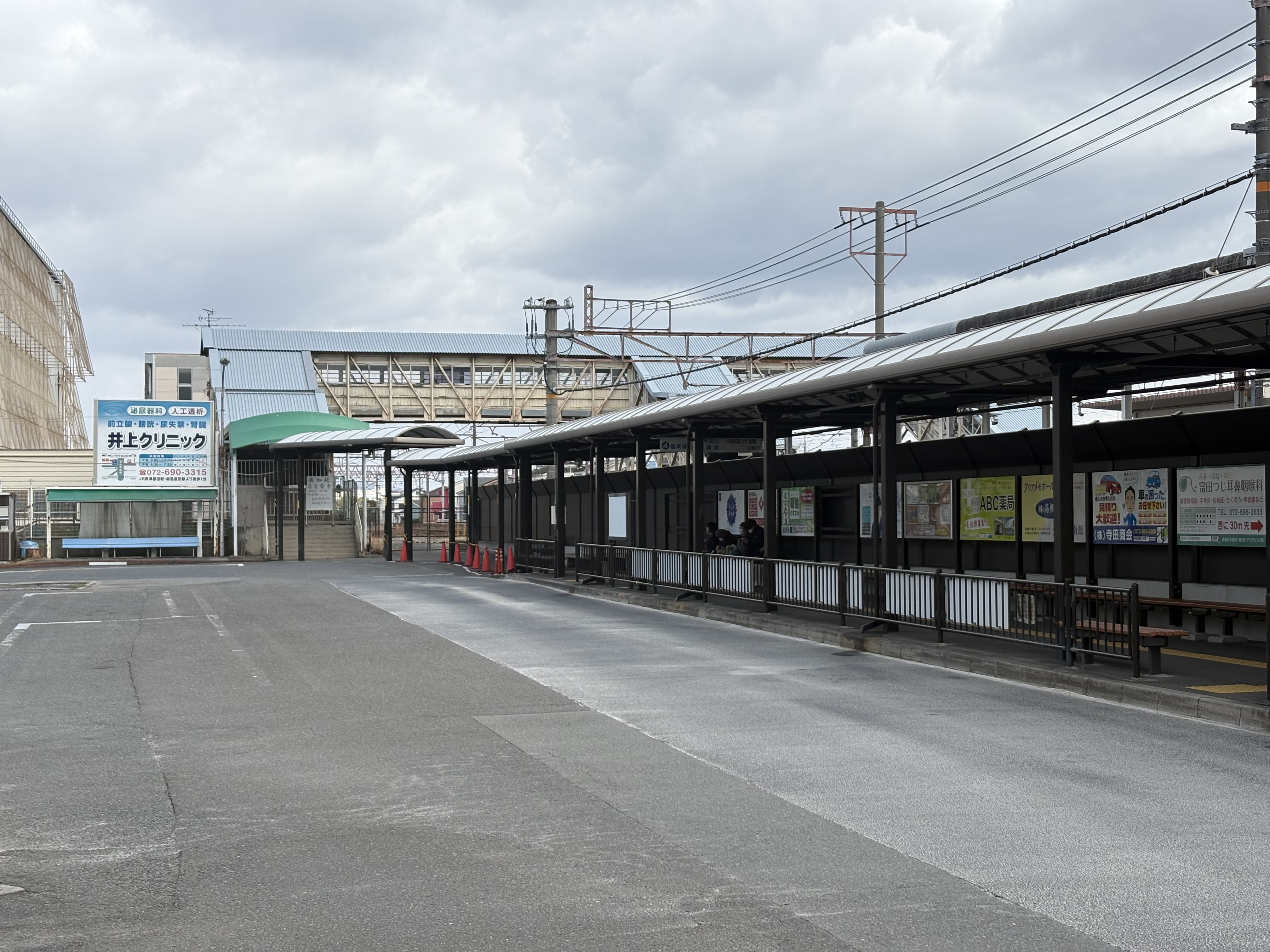
摂津富田駅松下口と、併設される高槻市営バス3・4番乗り場。日中のため、松下口は閉鎖されている。

直営駅であるが駅長は配置されておらず、高槻駅が地区駅を介さずに当駅を管理している。ICOCA利用エリア内に含まれており、相互利用可能なカードにも対応している。松下口もこれらのカードに対応しているが、乗車駅から当駅までの運賃よりICカードの残金が少ない場合は、係員に現金精算をした上で精算証明書をもらい、あとで一般の改札口で発駅キャンセル処理をしてもらう必要が生じる。
自動券売機、みどりの券売機、みどりの券売機プラスが設置されている。
このほか、駅内コンビニであるハートインやゆうちょ銀行ATMが設置されている。また、改札外は北口・南口ともに上りエスカレーターとエレベーター、改札内は上下エスカレーターとエレベーターが設置されている。

### ホーム
2つのホームの西側の上屋根を支える支柱として、日本の鉄道開業当初に多く用いられた双頭レールが再利用されている。
| のりば | 路線      | 方向 | 線路   | 行先                       |
| ------ | --------- | ---- | ------ | -------------------------- |
| 1      | AJR京都線 | 下り | 外側線 | （通過列車のみのため閉鎖） |
| 2      | JR京都線  | 下り | 内側線 | 大阪・三ノ宮方面           |
| 3      | JR京都線  | 上り | 内側線 | 高槻・京都方面             |
| 4      | AJR京都線 | 上り | 外側線 | （通過列車のみのため閉鎖） |

- 上表の路線名は旅客案内上の名称（愛称）で記載している。
- 1・4番ホームは新快速・朝ラッシュ時の快速・特急などの通過列車専用ホームであり通常は停車用には使用しない（日中以降の快速については2・3番ホームを通過）。

## 写真で見る摂津富田駅

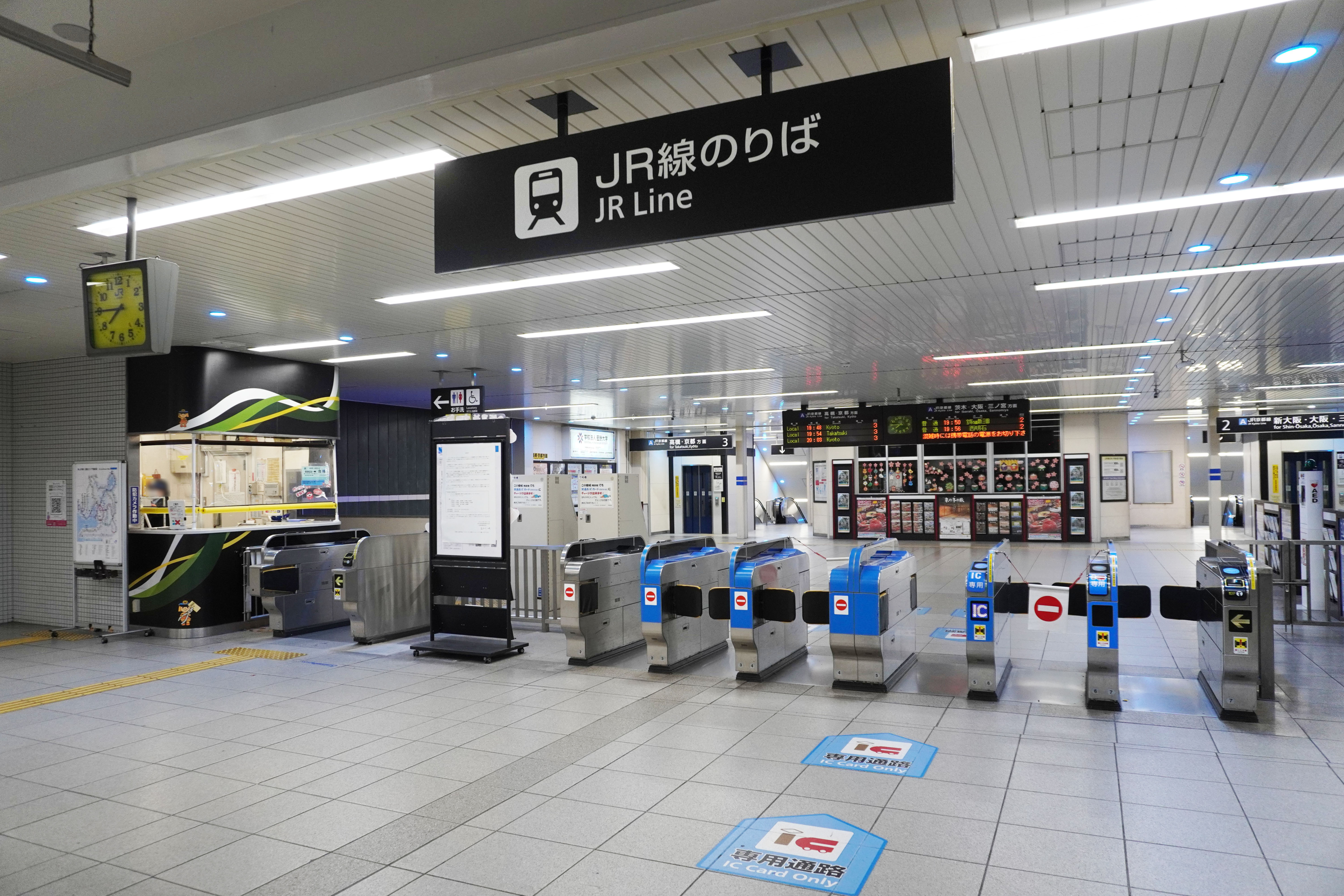
改札口（2023年2月）
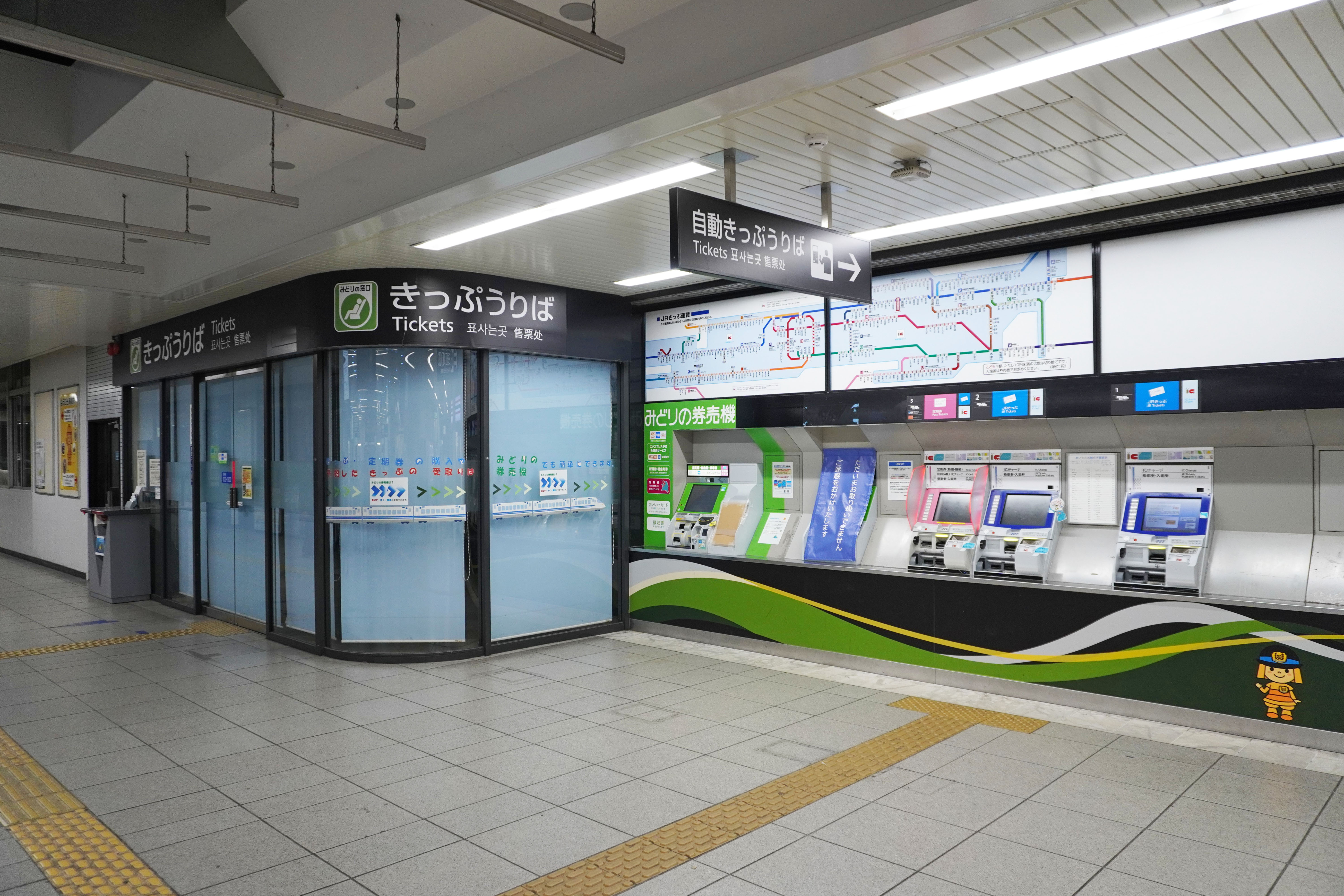
切符売り場（2023年2月）
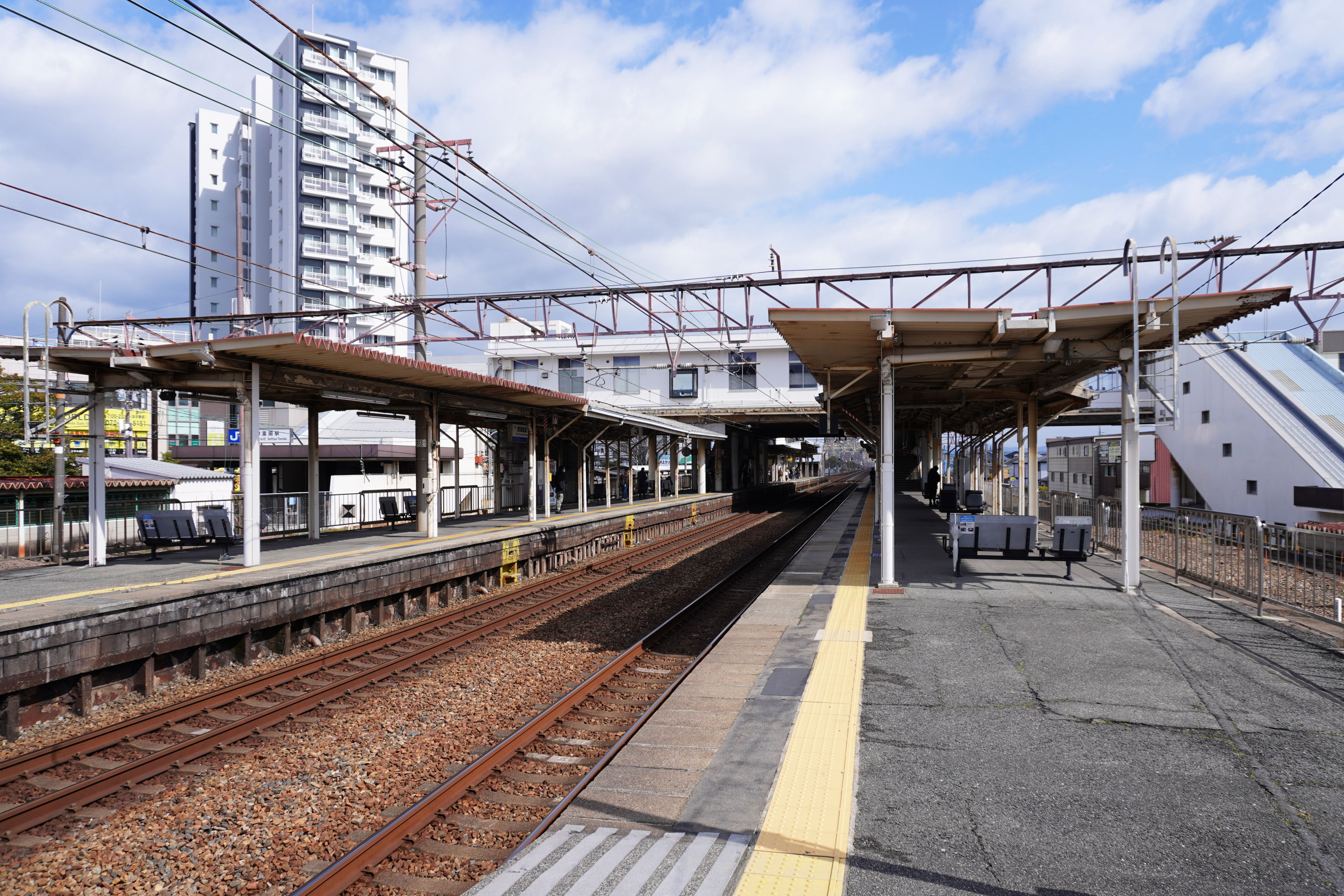
ホーム（2023年2月）
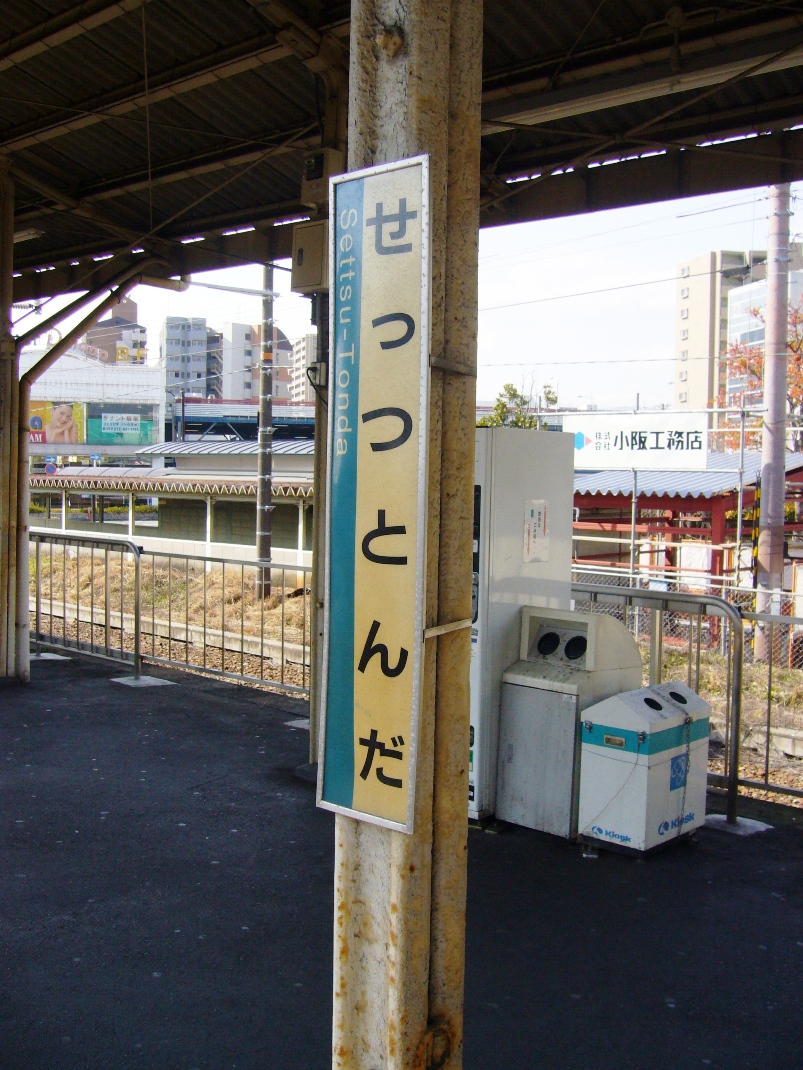
上屋根を支持する双頭レールと縦の形の駅名標（2007年2月）

## 利用状況
2023年度の1日平均乗降人員は36,756人である。
JR京都線の普通しか停車しない駅の中では吹田駅に次いで多かった時期もあったが、当駅に隣接するJR総持寺駅の開業や他駅の再開発等により現在は千里丘駅や岸辺駅の数字も下回る。

### 1日平均乗車人員
各年度の1日平均乗車人員は以下の通りである。
| 年度               | 1日平均 乗車人員 | 増減率 | 順位 | 定期利用状況 | 定期利用状況 | 出典     | 出典          |
| 年度               | 1日平均 乗車人員 | 増減率 | 順位 | 1日平均      | 定期率       | JR       | 大阪府        |
| ------------------ | ---------------- | ------ | ---- | ------------ | ------------ | -------- | ------------- |
| 1988年（昭和63年） | 17,020           |        |      | 11,370       | 66.8%        |          | [ 大阪府 1 ]  |
| 1989年（平成元年） | 17,970           | 5.6%   |      | 11,926       | 66.4%        |          | [ 大阪府 1 ]  |
| 1990年（平成02年） | 18,924           | 5.3%   |      | 12,434       | 65.7%        |          | [ 大阪府 2 ]  |
| 1991年（平成03年） | 19,561           | 3.4%   |      | 12,826       | 65.6%        |          | [ 大阪府 3 ]  |
| 1992年（平成04年） | 20,512           | 4.9%   |      | 13,404       | 65.3%        |          | [ 大阪府 4 ]  |
| 1993年（平成05年） | 21,175           | 3.2%   |      | 13,192       | 62.3%        |          | [ 大阪府 5 ]  |
| 1994年（平成06年） | 21,067           | -0.5%  |      | 13,057       | 62.0%        |          | [ 大阪府 6 ]  |
| 1995年（平成07年） | 21,608           | 2.6%   |      | 13,198       | 61.1%        |          | [ 大阪府 7 ]  |
| 1996年（平成08年） | 22,569           | 4.4%   |      | 13,828       | 61.3%        |          | [ 大阪府 8 ]  |
| 1997年（平成09年） | 22,242           | -1.4%  |      | 13,563       | 61.0%        |          | [ 大阪府 9 ]  |
| 1998年（平成10年） | 21,995           | -1.1%  |      | 13,273       | 60.3%        |          | [ 大阪府 10 ] |
| 1999年（平成11年） | 21,774           | -1.0%  |      | 13,012       | 59.8%        |          | [ 大阪府 11 ] |
| 2000年（平成12年） | 21,543           | -1.1%  |      | 12,792       | 59.4%        |          | [ 大阪府 12 ] |
| 2001年（平成13年） | 21,331           | -1.0%  |      | 12,554       | 58.9%        |          | [ 大阪府 13 ] |
| 2002年（平成14年） | 20,816           | -2.4%  |      | 12,220       | 58.7%        |          | [ 大阪府 14 ] |
| 2003年（平成15年） | 20,952           | 0.7%   |      | 12,450       | 59.4%        |          | [ 大阪府 15 ] |
| 2004年（平成16年） | 20,835           | -0.6%  |      | 12,530       | 60.1%        |          | [ 大阪府 16 ] |
| 2005年（平成17年） | 20,517           | -1.5%  |      | 12,418       | 60.5%        |          | [ 大阪府 17 ] |
| 2006年（平成18年） | 20,566           | 0.2%   |      | 12,769       | 62.1%        |          | [ 大阪府 18 ] |
| 2007年（平成19年） | 20,785           | 1.1%   |      | 12,797       | 61.6%        |          | [ 大阪府 19 ] |
| 2008年（平成20年） | 20,570           | -1.0%  |      | 12,731       | 61.9%        |          | [ 大阪府 20 ] |
| 2009年（平成21年） | 20,032           | -2.6%  |      | 12,647       | 63.1%        |          | [ 大阪府 21 ] |
| 2010年（平成22年） | 20,191           | 0.8%   |      | 12,792       | 63.4%        |          | [ 大阪府 22 ] |
| 2011年（平成23年） | 19,985           | -1.0%  |      | 12,845       | 64.3%        |          | [ 大阪府 23 ] |
| 2012年（平成24年） | 20,040           | 0.3%   |      | 12,883       | 64.3%        |          | [ 大阪府 24 ] |
| 2013年（平成25年） | 20,599           | 2.8%   | 50位 | 13,368       | 64.9%        | [ JR 1 ] | [ 大阪府 25 ] |
| 2014年（平成26年） | 20,348           | -1.2%  |      | 13,354       | 65.6%        |          | [ 大阪府 26 ] |
| 2015年（平成27年） | 20,549           | 1.0%   |      | 13,485       | 65.6%        |          | [ 大阪府 27 ] |
| 2016年（平成28年） | 20,768           | 1.1%   |      | 13,651       | 65.7%        |          | [ 大阪府 28 ] |
| 2017年（平成29年） | 20,821           | 0.3%   |      | 13,807       | 66.3%        |          | [ 大阪府 29 ] |
| 2018年（平成30年） | 20,009           | -3.9%  |      | 13,316       | 66.6%        |          | [ 大阪府 30 ] |
| 2019年（令和元年） | 20,170           | 0.8%   |      | 13,321       | 66.0%        |          | [ 大阪府 31 ] |
| 2020年（令和02年） | 15,720           | -22.1% |      | 11,010       | 70.0%        |          | [ 大阪府 32 ] |
| 2021年（令和03年） | 16,193           | 3.0%   |      | 11,134       | 68.8%        |          | [ 大阪府 33 ] |
| 2022年（令和04年） | 17,637           | 8.9%   |      | 11,676       | 66.2%        |          | [ 大阪府 34 ] |

### 年間乗車人員
近年の1年間の乗車人員は以下の通り。
なお下表内の数値の単位は全て「千人」である。
| 年度               | 乗車人員 | うち定期 | 出典          |
| ------------------ | -------- | -------- | ------------- |
| 2007年（平成19年） | 7,607    | 4,684    | [ 高槻市 1 ]  |
| 2008年（平成20年） | 7,508    | 4,647    | [ 高槻市 1 ]  |
| 2009年（平成21年） | 7,312    | 4,616    | [ 高槻市 1 ]  |
| 2010年（平成22年） | 7,370    | 4,669    | [ 高槻市 1 ]  |
| 2011年（平成23年） | 7,315    | 4,701    | [ 高槻市 1 ]  |
| 2012年（平成24年） | 7,315    | 4,702    | [ 高槻市 2 ]  |
| 2013年（平成25年） | 7,518    | 4,879    | [ 高槻市 3 ]  |
| 2014年（平成26年） | 7,427    | 4,874    | [ 高槻市 4 ]  |
| 2015年（平成27年） | 7,521    | 4,936    | [ 高槻市 5 ]  |
| 2016年（平成28年） | 7,580    | 4,983    | [ 高槻市 6 ]  |
| 2017年（平成29年） | 7,600    | 5,040    | [ 高槻市 7 ]  |
| 2018年（平成30年） | 7,303    | 4,860    | [ 高槻市 8 ]  |
| 2019年（令和元年） | 7,382    | 4,875    | [ 高槻市 9 ]  |
| 2020年（令和02年） | 5,738    | 4,019    | [ 高槻市 10 ] |
| 2021年（令和03年） | 5,910    | 4,064    | [ 高槻市 11 ] |
| 2022年（令和04年） | 6,438    | 4,262    | [ 高槻市 12 ] |

## 駅周辺

### 北口方面
継体天皇の陵は2つの説があるが（太田茶臼山古墳・今城塚古墳）、いずれも当駅北口から高槻市営バスでアクセス可能。
- 高槻市立第四中学校
- 高槻社会保険健康センター
- イオンフードスタイル摂津富田店
- スーパーマーケットマルヤス宮田店（本社併設）
- 関西スーパー 宮田店
- 池田泉州銀行 富田支店
- 藍野大学
- 酉島製作所本社
- サンスター本社
- パナソニック ライティングデバイス高槻工場
- 明治大阪工場、明治スポーツプラザ高槻
- 国道171号
- 上新電機 高槻店

### 南口方面
阪急富田駅へは南口から徒歩3分程度。両駅間に富田商店街があり、中小商店や銀行の支店などが並ぶ。
- 高槻市役所富田支所
- 大阪府立高槻支援学校
- 高槻市立富田小学校
- 高槻市立小寺池図書館
- 高槻市立富田ふれあい文化センター（旧高槻市立富田解放会館）
- 高槻市西部保健センター
- 大阪府三島救命救急センターひかり診療所
- 高槻富田郵便局
- 池田泉州銀行 富田支店
- りそな銀行 高槻富田支店・関西みらい銀行 富田支店 - 両行による共同店舗1号店[12]。
- 北おおさか信用金庫 富田支店
- 阪急富田駅 - 阪急京都本線

## バス路線
北口ロータリーに高槻市営バスのターミナルがあり、関西大学高槻キャンパスや大阪医科薬科大学阿武山キャンパスへ向かう多くの学生が乗り換えで利用する。タクシー乗り場も併設されている。南口からは富田駅付近にある「阪急富田駅」停留所へ連絡できる。

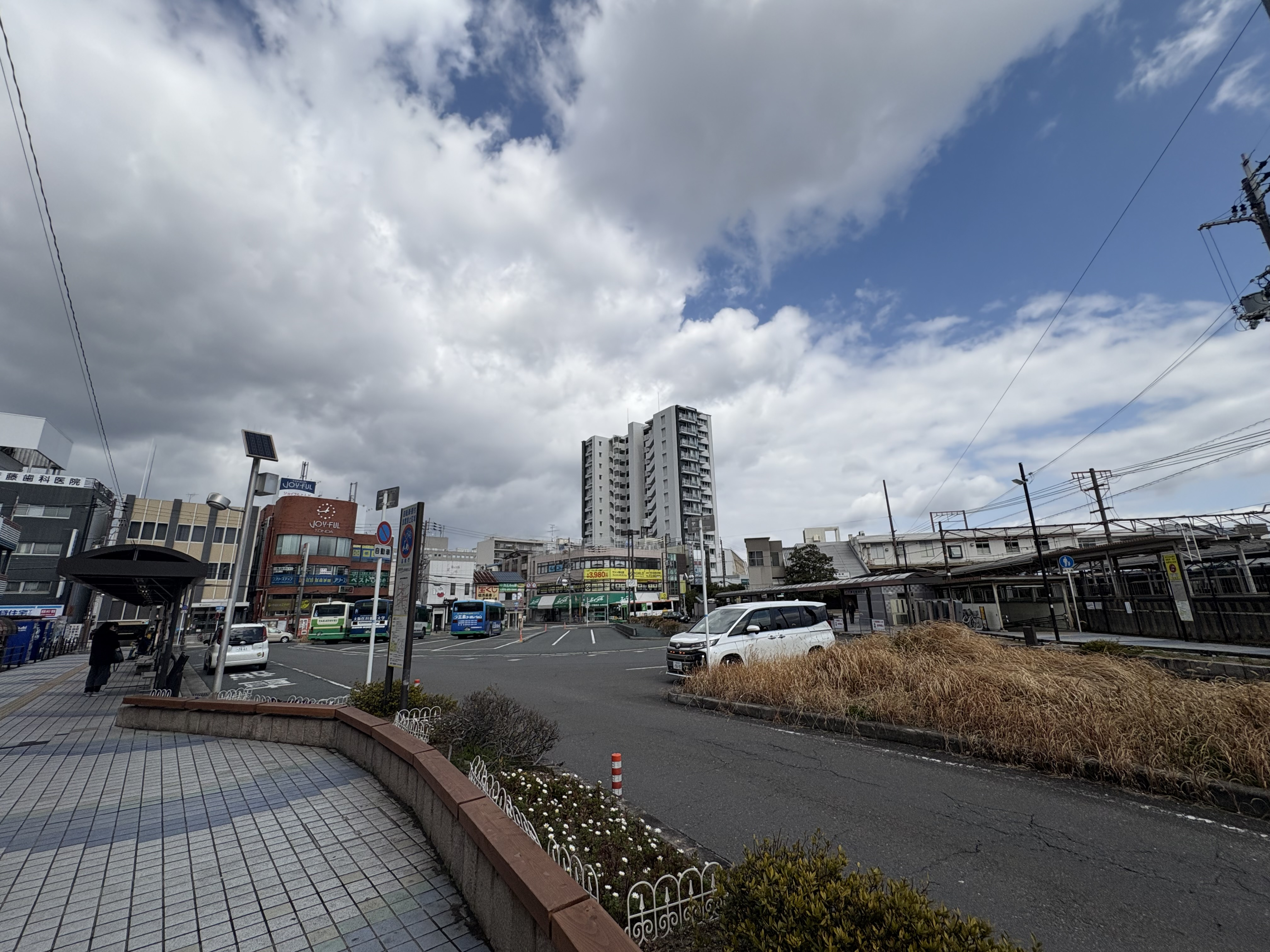
北口バスターミナルの様子

かつては北口ロータリーに国際興業バスと阪急バスが乗り入れていた。阪急バスは65系統・三咲町経由JR茨木行きが2021年12月18日付で廃止されて発着が無くなっている。
この他、ロータリーから100メートルほど西側に藍野大学へ向かうスクールバス乗場がある。

### 高槻市営バス
停留所名は「JR富田駅」。主に市北西部の住民や大学生の足として機能している。
ロータリー南側（駅舎付近）にバスおりばが、ロータリー西側に1番のりばがある。2024年まではロータリーから北に向かった所、高槻市立第四中学校のプール下に1・2番のりばがあった。
ロータリー部から東に入った所は旧国鉄貨物跡地で、現在は主に市営バス阿武山・塚原線が使用するスペースとなっている。系統によってのりばが分けられており、3番のりばは塚原線、4番のりばは阿武山線、最も奥にある臨時のりばは真如苑行き直行便が停車する。2番のりばの廃止に伴い、2024年以降は3番のりばから国道線も発着する。
市営バス案内所はおりば付近に設置されている。
臨時便を除き全て緑が丘営業所の管轄。
長らく当駅を跨いでJR高槻駅北方面と阿武山・奈佐原方面を直通する便が数多く運行されていたが、2024年以降は全て当駅止まりとなり乗り換えが必要になっている。
| のりば | 路線名         | 系統・行先                       | 備考                                                                 |
| ------ | -------------- | -------------------------------- | -------------------------------------------------------------------- |
| 1      | 奈佐原線       | 72：奈佐原/南平台三丁目西        | 循環運行を行う。夜間1本は南平台三丁目西止まり                        |
| 1      | 萩谷線         | 71：関西大学                     | 平日のみの運行で、学休期は多くが運休になる。整理券車（対キロ制運賃） |
| 1      | 萩谷線         | 73：萩谷                         | 整理券車                                                             |
| 1      | 萩谷線         | 75：萩谷総合公園                 | 1日3本のみ。整理券車                                                 |
| 3      | 国道線         | 11：JR高槻駅北                   |                                                                      |
| 3      | 国道線         | 11B：JR高槻駅北                  | 郡家経由。本数わずか                                                 |
| 3      | 阿武山・塚原線 | 74：西塚原                       | 阿武野校前経由。朝夕のみ                                             |
| 3      | 阿武山・塚原線 | 74A：西塚原                      | 宮田公民館前経由                                                     |
| 4      | 阿武山・塚原線 | 81：公団阿武山・日赤病院方面循環 | 阿武野校前経由                                                       |
| 4      | 阿武山・塚原線 | 82：上の池公園                   | 阿武野校前経由                                                       |
| 4      | 阿武山・塚原線 | 91：公団阿武山・日赤病院方面循環 | 宮田公民館前経由                                                     |
| 4      | 阿武山・塚原線 | 92：上の池公園                   | 宮田公民館前経由                                                     |
| 4      | 阿武山・塚原線 | 94：大阪医科薬科大学（薬学部）   | 平日のみ                                                             |
| 4      | 阿武山・塚原線 | 直行：大阪医科薬科大学（薬学部） | 学休期を除く平日朝のみ。終点までノンストップ                         |
| 臨時   | 阿武山・塚原線 | 臨時・直行：真如苑               | 終点までノンストップ                                                 |

### 市営バス利用状況
2023年度の年間乗降客数は2,525,701人（1日あたり6,901人）で、市営バスではJR高槻駅北・JR高槻駅南に次いで3番目に多い。大学生の利用が激減した2020年度に限り阪急高槻駅を下回り4位となった。
近年の年間利用状況は下表の通り。
| 年度               | 乗降人員  | 1日平均 | 順位 | 出典           |
| ------------------ | --------- | ------- | ---- | -------------- |
| 2019年（令和元年） | 2,892,631 | 7,903   | 3位  | [ 市営バス 1 ] |
| 2020年（令和02年） | 1,911,206 | 5,236   | 4位  | [ 市営バス 2 ] |
| 2021年（令和03年） | 1,940,795 | 5,317   | 3位  | [ 市営バス 3 ] |
| 2022年（令和04年） | 2,387,183 | 6,540   | 3位  | [ 市営バス 4 ] |
| 2023年（令和05年） | 2,525,701 | 6,901   | 3位  | [ 市営バス 5 ] |

## 隣の駅
西日本旅客鉄道（JR西日本）
 JR京都線（東海道本線）
■新快速・■快速
通過
■普通
高槻駅 (JR-A38) - 摂津富田駅 (JR-A39) - JR総持寺駅 (JR-A40)

### 記事本文